# Ravenna (Ohio)
Pour les articles homonymes, voir Ravenna.
Ravenna est une ville de l'État de l'Ohio, aux États-Unis. Elle est le siège du comté de Portage.

## Démographie
Ravenna était peuplée, lors du recensement de 2000, de 11 771 habitants.